# Amanitina

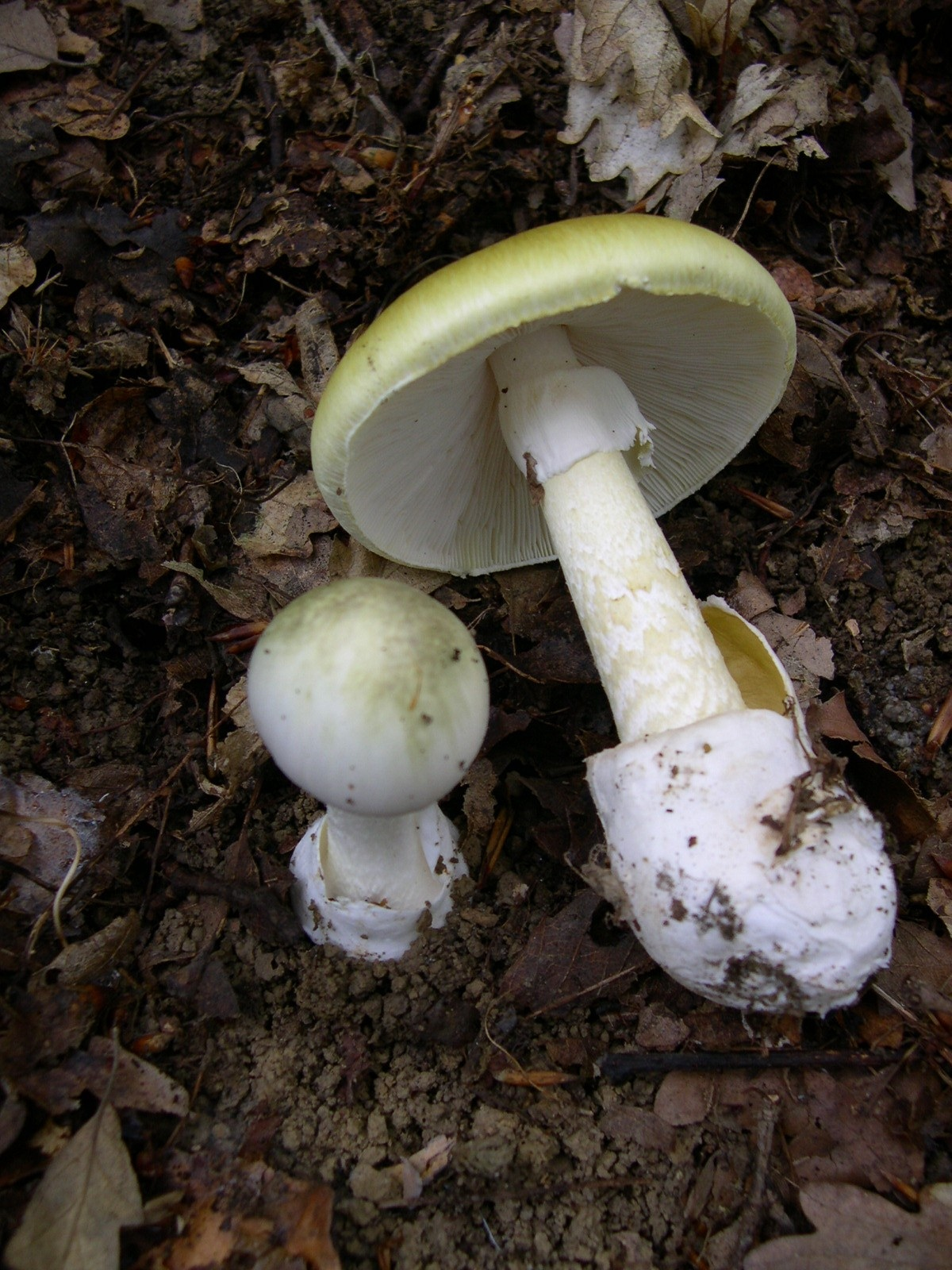
Amanita phalloides

α-Amanitina

Con il nome di Amanitina si intendono vari polipeptidi biciclici contenuti in specie di funghi quali l'Amanita phalloides, l'Amanita virosa e l'Amanita verna, la Galerina autumnalis e simili.
Si riportano di seguito le descrizioni delle principali amanitine.

## Tipi di amanitine

### α-Amanitina
formula molecolare: C39H54N10O14S
massa molecolare: 918,84 g/mol
Nr.CAS: 23109-05-9
È cristallina, incolore, termostabile, ed è solubile in etanolo, metanolo e acqua.

### β-Amanitina
formula molecolare: C39H53N9O15S
massa molecolare: 920,0 g/mol
Nr.CAS: 13567-07-02
È cristallina, incolore, termostabile, ed è solubile in etanolo, metanolo e acqua.

### γ-Amanitina
formula molecolare: C39H54N10O12S
massa molecolare: 886,98 g/mol
Nr.CAS: 13567-11-8
È cristallina, incolore, termostabile, ed è solubile in etanolo, metanolo e acqua.

### ε-Amanitina
formula molecolare: C39H54N10O14S
È cristallina, incolore, termostabile, ed è solubile in etanolo, metanolo e acqua.

### Amanina
formula molecolare: C39H53N9O14S
massa molecolare: 903,82 g/mol
L'amanina è cristallina, incolore, termostabile, ed è solubile in etanolo, metanolo e acqua.

### Amanullina

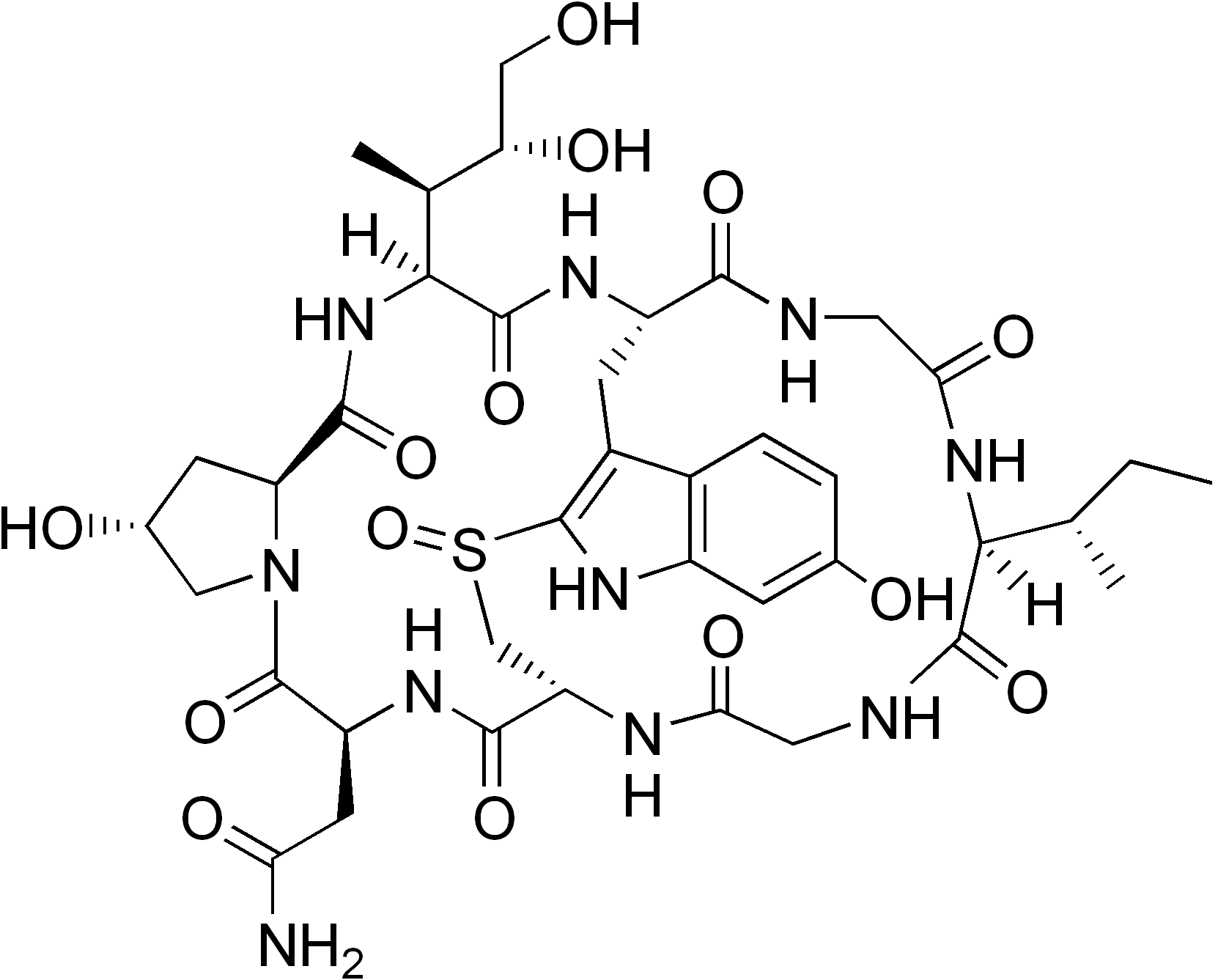
Struttura lineare dell'Alfa-amanitina

formula molecolare: C39H54N10O12S
massa molecolare: 886,86 g/mol
È cristallina, incolore, termostabile, ed è solubile in etanolo, metanolo e acqua.
| Sostanza           | R1    | R2 | R3 | R4  | R5 | LD50 |
| ------------------ | ----- | -- | -- | --- | -- | ---- |
| α-Amanitina        | CH2OH | OH | OH | NH2 | OH | 0,3  |
| β-Amanitina        | CH2OH | OH | OH | OH  | OH | 0,5  |
| γ-Amanitina        | CH3   | OH | OH | NH2 | OH | 0,2  |
| ε-Amanitina        | CH3   | OH | OH | OH  | OH | 0,3  |
| Amanina            | CH2OH | OH | OH | OH  | H  | 0,5  |
| Amanullina         | CH3   | H  | OH | NH2 | OH | >20  |
| Acido amanullinico | CH3   | H  | OH | OH  | OH | >20  |
| Proamanullina      | CH3   | H  | H  | NH2 | H  | >20  |

|  |

## Tossicologia
Le amanitine interferiscono con processi di sintesi proteica provocando un progressivo calo del contenuto proteico cellulare e necrosi delle cellule.

L'avvelenamento con le amanitine è caratterizzato da quattro fasi.
Fase 1. È il cosiddetto periodo di latenza che va dalle 6 alle 24 ore dall'ingestione (dalle 10 alle 12 in media) durante il quale il paziente non accusa alcun sintomo.
Fase 2, detta anche fase coleriforme o gastrointestinale. I sintomi appaiono all'improvviso sotto forma di dolori addominali, vomito incoercibile e diarrea profusa, arsura e sudorazione accentuata congiunte ad anuria.
 La forte disidratazione è causa di ipovolemia che se non trattata conduce ad insufficienza prerenale (cioè dovuta non alle tossine ma alla sofferenza che il rene subisce con la forte disidratazione) con aggravamento in shock ipovolemico e morte del paziente.
Fase 3 o fase epatica. Insorge tra la 24ª e la 36ª ora dall'ingestione, in media alla 36ª. Se il paziente sopravvive alla fase coleriforme può dare segni di miglioramento, ma a questo periodo segue generalmente una rapida e consistente perdita delle forze, prostrazione e insonnia causata dai dolori. La morte può sopraggiungere entro 48 ore (dose massiccia) nel 50-90% dei casi per progressivo e irreversibile danno al fegato, ai reni, e ai muscoli, cuore compreso, ma il malessere più tipicamente permane dai 6 agli 8 giorni negli adulti e dai 4 ai 6 giorni per i bambini.
La fase epatica è caratterizzata da aumento iniziale delle transaminasi fino a 100000 UI/l e l'intossicazione è più severa se le ALAT sono al di sopra di 1000 UI/l. Fin dalla 48ª ora si notano un calo nella glicemia e nell'attività protrombinica.
Fase 4, insufficienza epatica grave. Insorge tipicamente in quarta o quinta giornata. Si riscontrano un calo netto di protrombinemia e fattore V della coagulazione. Un calo delle transaminasi è indice di necrosi epatica e implica prognosi infausta per il paziente.
La morte di solito segue un periodo di coma epatico caratterizzato da convulsioni, crisi respiratorie ed emorragie interne (tipicamente intestinali), ipoglicemia, coagulopatia ed insufficienza renale acuta.

Se si ha un miglioramento, questo generalmente richiede minimo un mese ed è accompagnato da gonfiore del fegato. L'autopsia di solito rivela degenerazione grassa e necrosi del fegato e dei reni.